# Aïn Roua
Aïn Roua (în arabă عين الروى) este o comună din provincia Sétif, Algeria.
Populația comunei este de 11.499 de locuitori (2008).